# Fotosíntesi anoxigènica
La fotosíntesi anoxigènica és el procés fototròfic en què es captura l'energia de la llum i es fixa en ATP (fosforilació oxidativa), sense la producció d'oxigen. L'aigua no s'usa com a donador d'electrons, com passa a la fotosíntesi oxigènica que realitzen les plantes, sinó que usen donadors alternatius. Hi ha diversos grups de bacteris capaços de realitzar fotosíntesi anoxigènica. Els bacteris verds del sofre, els bacteris verds no del sofre, els bacteris porpra, els Acidobacteria fototròfics i Heliobacteria fototròfics.
6 H₂O + 6 CO₂ + llum → C₆H₁₂O₆ + 6 O₂ (equació global de la fotosíntesi oxigènica) 
12 H₂S + 6 CO₂ + llum → C₆H₁₂O₆ + 6 H₂O + 12 S (equació global de la fotosíntesi anoxigènica fent servir sulfur d'hidrogen com a acceptor d'electrons)
4 Fe2+ + CO₂ + 11 H₂0 → 4 Fe(OH)₃ + (CH₂0) + 8 H+ (equació simplificada de fotosíntesi anoxigènica proposada per a alguns bacteris porpres, l'acceptor d'electrons és l'òxid ferrós)
Altres acceptors d'electrons són usats com ara altres formes oxidades del sofre com el sofre molecular (S0) o el tiosulfat (S₂O₃2−) o inclús molècules orgàniques com el format i l'oxalat
La fototròfia és el procés pel qual els organismes capturen l'energia de la llum (fotons) i l'emmagatzemen com a energia química en forma d'ATP i/o poder reductor en forma de NADPH. Hi ha dos tipus principals de fototròfia: La clorofototròfia basada en clorofil·la i la retinalfototròfia basada en rodopsina. La clorofototròfia es pot subdividir en fotosíntesi oxigènica i anoxigènica. Per fer la fotosíntesi els organismes fotosintètics oxigènics i anoxioxigènics realitzen dues vies metabòliques similars, per a completar la fotosíntesi. Aquestes són conegudes col·loquialment com a "reaccions lluminoses" (obtenció d'energia) i "reaccions fosques" (fixació de carboni).
Els fotòtrofs anoxigènics tenen pigments fotosintètics anomenats bacterioclorofil·les (similars a la clorofil·la present en eucariotes). La bacterioclorofil·la A i B tenen longituds d'ona d'absorbància màxima a 775 nm i 790 nm, respectivament, en èter. In vivo però, a causa d'estructures de ressonància compartides, aquests pigments presenten un màxim d'absorbància a longituds d'ona a l'infraroig proper. Les bacterioclorofil·les c-g tenen el corresponent pic d'absorbància a longituds d'ona blaves més quan es dissolen en un dissolvent orgànic, però de la matixa manera es desplaça cap al vermell en condicions naturals (amb l'excepció de la bacterioclorofil·la f, que no s'ha observat de manera natural).

## Fotosistemes
A diferència dels fotòtrofs oxigènics, la fotosíntesi anoxigènica només funciona utilitzant el fotosistema I. L'absència de fotosistema II, fa que aquesta via metabòlica sigui incapaç de produir O₂ de l'oxidació del H₂O.
La cadena de transport d'electrons dels bacteris porpres comença quan el centre de reacció de la bacterioclorofil·la, P870, s'excita per l'absorció de la llum. P870 excitat llavors dona un electró a bacteriofeofitina, que després passa a una sèrie de transportadors d'electrons a la cadena d'electrons. En el procés, es genera una força motriu de protons, que després es pot utilitzar per sintetitzar ATP per fosforilació oxidativa. Els retorn dels electrons a P870 el deixa disponible perquè pugui ser reutilitzat de nou a l'inici del cicle per ser excitat per la llum.
La cadena de transport d'electrons en els bacteris verds del sofre s'utilitza el centre de reacció de la bacterioclorofil·la, P840. Quan la llum és absorbida pel centre de reacció, P840 entra en un estat excitat amb un potencial de reducció negatiu gran, i tan fàcilment dona l'electró a bacterioclorofil·la 663 que passa sobre la cadena d'electrons. L'electró és transferit a través d'una sèrie de transportadors d'electrons i complexos fins que torna a P840 o s'utilitza per reduir NAD+. Si l'electró abandona la cadena per reduir el NAD+, P840 ha de ser reduït per l'ETC a funcionar de nou. Això s'aconsegueix amb l'oxidació de sulfur d'hidrogen (o un altre compost de sofre inorgànic) per citocrom c555.

## Evolució de la fotosíntesi
L'aparició en la història de la Terra de fotosíntesi productora d'oxigen i anoxigènica ha estat motiu de debat postulant-se que la primera és precedent a l'oxigènica, ja que l'aparició d'oxigen molecular a l'atmosfera terrestre és deguda principalment a la fotosíntesi oxigènica i s'estima que es van assolir concentracions apreciables d'oxigen, fa uns 3.500 milions d'anys, en el decurs del Precambrià.
Altres estimacions indiquen que l'oxigen va aparèixer abans de fa 2.800 milions d'anys
Així doncs l'aparició de la fotosíntesi oxigènica es degué produir d'una forma relativament antiga, només 1000 milions d'anys després de la formació de la Terra. Tanmateix degut a les rutes biosintétiques de la clorofil·la i la bacterioclorofil·la actualment observables a la natura, la primera és un precursor de la segona fet que dona suport a la hipòtesi que la fotosíntesi anoxigènica en aquesta època era basada en altres pigments fotosintètics. Altres autors donen suport a la idea contrària, és a dir que la fotosíntesi anoxigènica precedí a l'oxigènica.
Amb tot sembla força factible que es realitzava fotosíntesi anoxigènica en ambients lliures d'oxigen tal com mostren la sedimentació formacions de ferro bandat (BIF) i d'urani tetravalent en conglomerats que no es formen en presència d'oxigen molecular.
Estudis al voltant dels fotosistemes presents en els organismes fotosintètics suggereixen que s'ha produït una evolució convergent, en què es proposen dos llinatges: Un homòleg al fotosistema I i l'altre al fotosistema II. L'ancestre del fotosistema II hauria originat els fotosistemes dels bacteris verds no del sofre, els bacteris porpres; i també el fotosistema II en cianobacteris i cloroplasts. De forma "paral·lela" l'ancestre del fotosistema I hauria originat Heliobateria i els bacteris verds del sofre; i el fotosistema I de cianobaceris i cloroplasts.
Una hipòtesi innovadora planteja l'origen dels pigments fotosintètics com una adaptació de defensa contra les mutacions i danys a les proteïnes causades per la intensa radiació ultraviolada de la Terra primigènia que no tenia capa d'ozó. Aquests protopigments actuaven absorbint l'energia d'aquestes radiacions dissipant-les en una forma energètica menys nociva i podent habitar ambients lluminosos, cosa que constituí l'oportunitat de colonitzar ambients vetats a la resta d'organismes quimiolitòtrofs. Posteriorment desenvoluparien cadenes de transport electrònic que acoblarien a la generació d'energia.